# Epicrionops petersi
Espèce
Synonymes
- Epicrionops petersi noblei Taylor, 1968

Statut de conservation UICN

 LC  : Préoccupation mineure
Epicrionops petersi est une espèce de gymnophiones de la famille des Rhinatrematidae.

## Répartition
Cette espèce se rencontre jusqu'à 2 000 m d'altitude sur le versant amazonien de la cordillère des Andes en Équateur et au Pérou.
Sa présence est incertaine en Colombie et en Bolivie.

## Publication originale
- Taylor, 1968 : The Caecilians of the World: A Taxonomic Review. Lawrence: University of Kansas Press, p. 1-848.